# Black Star Riders
Black Star Riders je britská rocková superskupina, vzniklá v prosinci 2012. Skupinu založili členové skupiny Thin Lizzy, kteří se rozhodli nahrát nové album a nechtěli ho vydat pod názvem Thin Lizzy z úcty k jejímu původnímu frontmanovi Philu Lynottovi. Skupina Thin Lizzy by měla i nadále občasně koncertovat, tato nová skupina však bude přednější.
Ve skupiny hrají čtyři členové skupiny Thin Lizzy – kytaristé Scott Gorham a Damon Johnson, baskytarista Marco Mendoza a zpěvák a kytarista Ricky Warwick. Další dva členové Thin Lizzy – bubeník Brian Downey a hráč na klávesové nástroje Darren Wharton se rozhodli nestát se členy této skupiny. Downey si chce dát přestávku od koncertování a Wharton se chce soustředit na svou skupinu Dare a práci ve filmu. Nového klávesistu skupina nepřibrala, na místo bubeníka přišel Jimmy DeGrasso, kteří již dříve spolupracoval s umělci, jako jsou Megadeth, Suicidal Tendencies, Alice Cooper a další.
Během ledna 2013 skupina nahrála své první studiové album nazvané All Hell Breaks Loose. Nahrávání probíhalo v Los Angeles v Kalifornii a role producenta se ujal Kevin Shirley. Album pak vyšlo v květnu téhož roku u vydavatelství Nuclear Blast. V létě 2013 skupina odehraje koncerty na různých festivalech, následovat bude celosvětové turné. V roce 2014 ze skupiny odešel Marco Mendoza a nahradil jej Robbie Crane. Druhé album nazvané The Killer Instinct vyšlo v únoru 2015 a jeho producentem byl Nick Raskulinecz.

## Členové kapely

### Současní členové
- Ricky Warwick – zpěv, rytmická kytara a akustická kytara (2012–současnost), sólová kytara (2022)
- Robbie Crane – baskytara, doprovodný zpěv (2014–současnost)
- Zak St. John – bicí (2021–současnost)
- Sam Wood – sólová kytara (2022–současnost)

### Dřívější členové
- Scott Gorham – rytmická a sólová kytara, doprovodný zpěv (2012–2021)
- Damon Johnson – rytmická a sólová kytara, doprovodný zpěv (2012–2018)
- Jimmy DeGrasso – bicí (2012–2017, turné: 2022–2023)
- Marco Mendoza – baskytara, doprovodný zpěv (2012–2014)
- Chad Szeliga – bicí (2017–2021)
- Christian Martucci – rytmická a sólová kytara, doprovodný zpěv (2018–2022)

## Diskografie
- All Hell Breaks Loose (2013)
- The Killer Instinct (2015)
- Heavy Fire (2017)
- Another State of Grace (2019)